# Plaza de toros de Tolosa
La plaza de toros de Tolosa es una plaza de toros ubicada junto al río Oria, en el municipio guipuzcoano de Tolosa en España.

## Historia
Es una plaza de toros de tercera categoría, con un ruedo de 37,5 m con un callejón de 1,8 m y 5300 localidades repartidas en 5 gradas. Fue inaugurada el 24 de junio de 1903, cuando los toros navarros de Jorge Díaz fueron toreador por los matadores Guerrerito y Bonarillo.
Durante la guerra civil española, el bando sublevado la utilizó como campo de concentración desde febrero hasta abril de 1939.
Durante todo el año se celebran corridas de toros, lazadas y competiciones de deporte rural vasco (korrikalaris, aizkolaris, levantamiento de piedras, etc.). Por otro lado, el Carnaval de Tolosa tienen la plaza como centro neurálgico, corriendo vaquillas todas las tardes desde el día de Jueves Gordo y el toro del aguardiente la mañana del Martes de Carnaval.

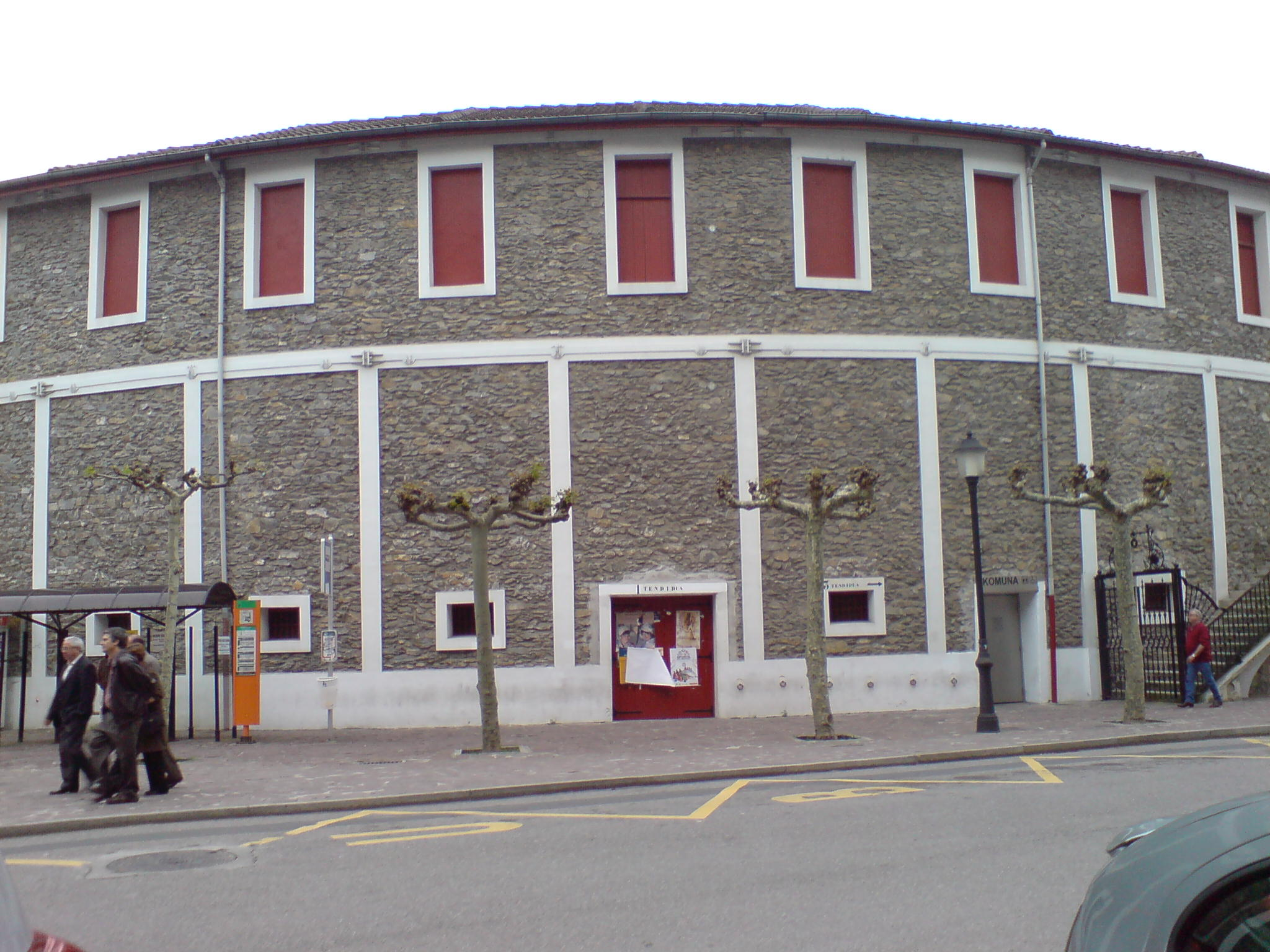
Exterior
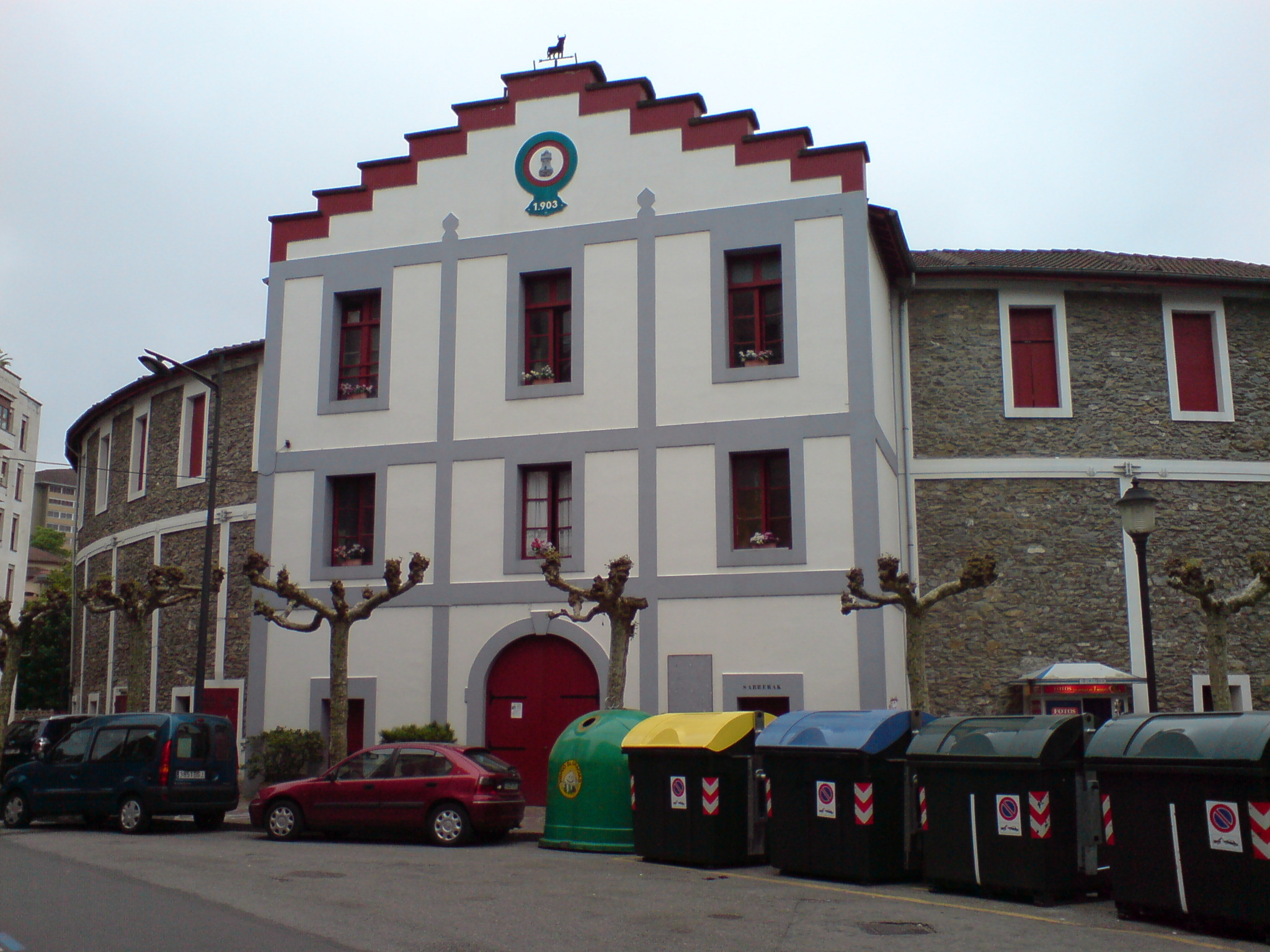
Entrada principal
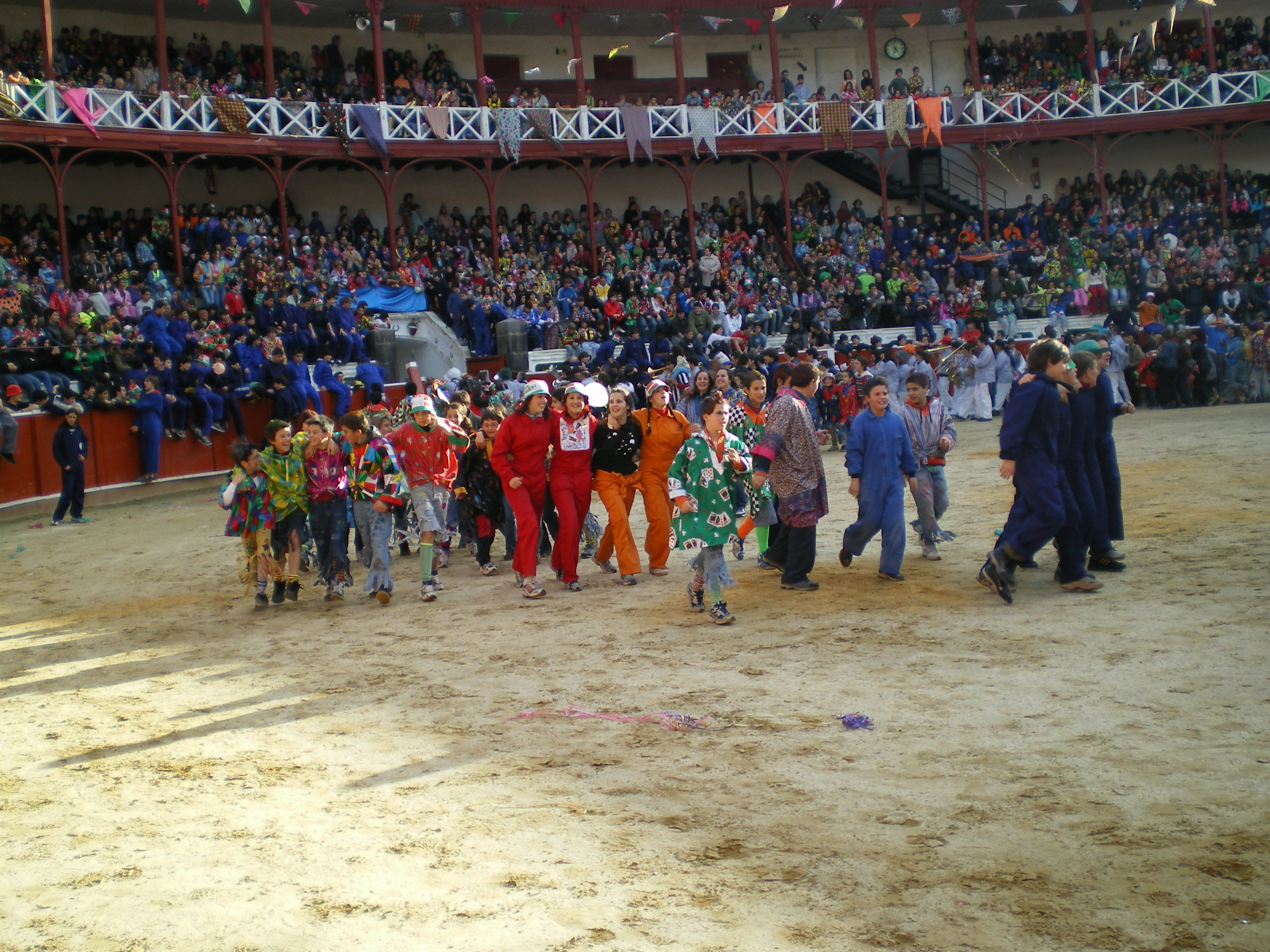
Carnaval de Tolosa